# Liste der Gouverneure von Guizhou
Dies ist die Liste der Gouverneure der chinesischen Provinz Guizhou.
| Name         | Amtszeit  |
| ------------ | --------- |
| Yang Yong    | 1949–1954 |
| Zhou Lin     | 1955–1965 |
| Li Li        | 1965–1967 |
| Li Zaihe     | 1967–1971 |
| Lan Yinong   | 1971–1973 |
| Lu Ruilin    | 1973–1977 |
| Ma Li        | 1977–1979 |
| Su Gang      | 1980–1983 |
| Wang Zhaowen | 1983–1993 |
| Chen Shineng | 1993–1996 |
| Wu Yixia     | 1996–1998 |
| Qian Yunlu   | 1998–2001 |
| Shi Xiushi   | 2001–2006 |
| Lin Shusen   | 2006–2010 |
| Zhao Kezhi   | 2010–2013 |
| Chen Min’er  | 2013–2015 |
| Sun Zhigang  | 2015–2017 |
| Shen Yiqin   | 2017–2020 |
| Li Bingjun   | 2020–     |